# Wöllersdorf (Gemeinde Brand-Laaben)
Wöllersdorf ist ein Ort und eine Katastralgemeinde in der Gemeinde Brand-Laaben in Niederösterreich.

## Geografie
Der Ort liegt am Fuß des Schöpfls und besteht aus einer kleinen Ortschaft und ringsum aus zahlreichen zerstreuten Häusern und Gehöften. Früher wurde besonders Holzwirtschaft und Viehwirtschaft betrieben. Heute ist Wöllersdorf über die auf die Klammhöhe führende Landesstraße L116 leicht erreichbar.

## Geschichte
Laut Adressbuch von Österreich waren im Jahr 1938 in Wöllersdorf zwei Gemischtwarenhändler, ein Schuster und ein Landwirt mit Direktvertrieb ansässig.
Der Ortsname bezeichnet ein Dorf, das nach einem Mann mit dem Namen Wiele benannt ist (Genitiv des althochdeutschen Personennamens Wielant). Historische Schreibweisen lauteten 1555 Wielestorf; 1572 Wallerstorff; 1751 Willersdorf.

## Schloss Ötscherhof
Der Ötscherhof (auch Etscherhof oder Etschhof) südöstlich des Ortes war ebenfalls ursprünglich ein Bauernhof, der aber durch einen französischen Adeligen erworben wurde, den Fürsten Amadeus Victor Croÿ von Stollberg, der in Klamm eine Glashütte besaß. Um 1820 ließ er an der Stelle des Bauernhofes das einstöckige Schloss erbauen. Infolge Konkurses wurde es 1838 versteigert. Nach mehrmaligem Besitzerwechsel brannte das Schloss 1861 ab und der zum Schloss gehörende Meierhof brannte 1889 aus. Das Schloss wurde nicht wieder errichtet.
Es verfügte im Erdgeschoß über Wirtschafts- und Dienstbotenräume; im ersten Stock bestand es aus einem Saal, sechs Zimmern und vier Kabinetten. Daneben gab es Stallungen, Remisen und ein Gärtnerhaus sowie einen Schlosspark mit vielen seltenen Pflanzen.